# Shakti: The Power
Shakti: The Power (tłum. „Siła” lub „Przemoc”) – bollywoodzki dramat i film akcji (remake produkcji telugu pt. Anthapuram). Film w roku 2002 wyreżyserował Krishna Vamshi. Tematem filmu jest konfrontacja obyczajowości Indusów żyjących spokojnie w Kanadzie z życiem w zapadłej prowincji indyjskiej w Biharze, w której panują jeszcze zamierzchłe prawa patriarchy klanu. Na tym tle rozgrywa się dramatyczna walka matki o synka odebranego jej przez despotycznego teścia. Starcie siły władzy i przemocy z siłą miłości macierzyńskiej.

## Fabuła
Nandini (Karisma Kapoor), młoda i piękna hinduska wychowana przez dwóch wujków kawalerów w poczuciu bezpieczeństwa, harmonii i miłości graniczącej z rozpieszczaniem żyjąc na obczyźnie, w Kanadzie spotyka Indusa Shekhara (Sanjay Kapoor). Młodzi zakochują się, biorą ze sobą ślub, rodzi się ich synek. Rodzina żyje bardzo szczęśliwie do chwili, gdy Shekhar zaniepokojony krwawymi zamieszkami w Indiach chce jechać do ojczyzny, aby przekonać się, że jego rodzicom nic nie zagraża. Zaskoczona z początku Nandini (dotąd nic nie wiedziała o rodzinie męża) postanawia towarzyszyć mężowi w podróży. Wyruszają całą rodziną razem z małym Raja. Świat, który zastają w Północnych Indiach w Biharze wstrząsa nimi. Rodzina Shekhara od pokoleń pozostaje w stanie wojny z innym rywalizującym klanem. Wszyscy żyją w domu jak w twierdzy wciąż gotowi do obrony i do ataku. Klanem rodzinnym rządzi despotyczny okrutny ojciec Shekhara Narasimba (Nana Patekar). Gardzi on kobietami. Matka Shekhara ucieszywszy się z ich odwiedzin przekonuje ich, aby jak najszybciej uciekali stąd do swego spokojnego i bezpiecznego świata na obczyźnie. Niestety nie zdążą wyjechać. Shekhar ginie zastrzelony przez kogoś z wrogiego klanu, jego rodzina szykuje się do zemsty. Nandini jest teraz zdana na łaskę teścia. Ten zamyka ją odbierając jej Raja, swojego wnuka. Postanawia go wychować w duchu swojego klanu.

## Obsada
- Nana Patekar – Narasimha
- Karisma Kapoor – Nandini
- Sanjay Kapoor – Shekhar
- Jai Gidwani – Raja
- Deepti Naval – matka Shekhara
- Vijay Raaz – Beeja
- Tiku Talsania – wuj Nandini
- Jaspal Bhatti – wuj Nandini
- Ritu Shivpuri – Kamli
- Shah Rukh Khan – Jaisingh (kierowca auta)
- Aishwarya Rai – „dziewczyna ze snu” (gra siebie – gościnnie)

## Muzyka filmowa
Twórca muzyki jest Ismail Darbar.
1. Hum Tum MileY
2. Jhoomti Ghata Mein
3. E Chand
4. Mere Munne Raja
5. Dil Ne Pukara
6. Ishq Kamina

Twórcą najbardziej znanej piosenki z tego filmu śpiewanej przez Sonu Nigam – Ishq Kameena – jest Anu Malik.

## Nominacje do nagród
- Karisma Kapoor – nominacja do Nagrody Filmfare dla Najlepszej Aktorki
- Karisma Kapoor – nominacja do Nagrody Screen dla Najlepszej Aktorki
- Nana Patekar – nominacja do Nagrody Filmfare za Najlepszą Rolę Negatywną